# Begraafplaats van Aarsele
De Begraafplaats van Aarsele is een gemeentelijke begraafplaats in het Belgische dorp Aarsele, een deelgemeente van Tielt. De begraafplaats ligt aan de Schoolstraat op 370 m noordwestelijk van de Sint-Martinuskerk. De begraafplaats heeft een vierkantig grondplan en is aan de straatkant begrensd door een laag muurtje en een haag. De scheiding met de omliggende bebouwing bestaat uit een haag. Twee robuuste natuurstenen zuilen met een metalen dubbel hek vormen de toegang. 

## Brits oorlogsgraf
Aan het einde van de rij graven, onmiddellijk links van de ingang, ligt het graf van de Britse piloot George Sholto Manning Pearson. Hij werd op 11 augustus 1943 met zijn Hawker Typhoon door het Duitse luchtafweergeschut (FLAK) boven Aarsele neergehaald.
Zijn grafzerk bestaat niet uit de gebruikelijke witte Portlandsteen maar is een private hardstenen grafzerk met een foto van hem.
Dit graf wordt door de gemeente onderhouden en staat bij de Commonwealth War Graves Commission geregistreerd onder Aarsele Communal Cemetery.